# Harmony (Indiana)
Pour les articles homonymes, voir Harmony.
Harmony est une town du comté de Clay dans l'Indiana, aux États-Unis.

## Démographie
| Groupe            | Harmony | Indiana | États-Unis |
| ----------------- | ------- | ------- | ---------- |
| Blancs            | 97,6    | 84,3    | 72,4       |
| Autres            | 0,9     | 3;0     | 7,3        |
| Afro-Américains   | 0,8     | 9,1     | 12,6       |
| Métis             | 0,5     | 2,0     | 2,9        |
| Asiatiques        | 0,3     | 1,6     | 4,8        |
| Total             | 100     | 100     | 100        |
|                   |         |         |            |
| Latino-Américains | 1,2     | 6,0     | 16,7       |

Selon l'American Community Survey, pour la période 2011-2015, 98,51 % de la population âgée de plus de 5 ans déclare parler anglais à la maison, alors que 1,49 % déclare parler l'espagnol.